# Ao Vivo no Pavilhão Atlântico (álbum)
A 10 de Novembro de 2007, os Da Weasel gravaram no Pavilhão Atlântico, um concerto em que cantaram muitos dos grandes êxitos e em que levaram muitos convidados como maestro Rui Massena e a Orquestra Sinfônica de Praga, Bernardo Sassetti, Manel Cruz, Gato Fedorento e Atiba. 
Foi editado em duas versões: 2 DVD ou 2 DVD + 2 CD.
| Críticas profissionais                                                      | Críticas profissionais |
| Avaliações da crítica                                                       | Avaliações da crítica  |
| Fonte                                                                       | Avaliação              |
| --------------------------------------------------------------------------- | ---------------------- |
| Disco Digital                                                               | (sem nota)             |
| Esta tabela precisa de ser acompanhada por texto em prosa. Consulte o guia. |                        |

## Faixas

### CD 1
1. Intro
2. Adivinha Quem Voltou
3. A Essência - Vem Sentir
4. Pedaço de Arte
5. (Agora e para Sempre) A Paixão
6. Jay
7. Selectah
8. O Real
9. Casa (Vem Fazer de Conta) - Feat. Manuel Cruz
10. Máta-me de Novo
11. Para a Nóia
12. God Bless Johnny
13. International Luv - Feat. Atiba
14. Dúia
15. Bora Lá Fazer a P*** da Revolução
16. (No Princípio Era) O Verbo
17. Negócios Estrangeiros - Feat. Maestro Rui Massena & Orquestra

### CD 2
1. A Adição (Ilusão/Desilusão) - Feat. Maestro Rui Massena & Orquestra, Bernardo Sassetti
2. A Palavra - Tema para Sassetti - Feat. Bernardo Sassetti, Maestro Rui Massena & Orquestra
3. Mundos Mudos - Feat. Maestro Rui Massena & Orquestra
4. Força (Uma Página de História)
5. Todagente
6. Outro Nível
7. Um Dia Destes
8. Carrossel (Às Vezes Dá-me Para Isto)
9. Baile (Aquele Beat)
10. GTA
11. Bomboca (Morde a Bala)
12. Toque-Toque
13. Re-Tratamento
14. Niggaz
15. Dialectos da Ternura
16. Tás Na Boa

### DVD1

#### Acto I
- 01- 8 Naipes
- 02- Adivinha Quem Voltou
- 03- A Essência - Vem Sentir
- 04- Pedaço de Arte
- 05- Agora e Para Sempre (a Paixão)
- 06- Jay
- 07- Selectah
- 08- O Real
- 09- Casa (Vem Fazer de Conta) (feat. Manel Cruz)
- 10- Mata-me de Novo
- 11- Para a Nóia
- 12- God Bless Johnny
- 13- International Luv (feat. Atiba)
- 14- Dúia
- 15- Bora Lá Fazer a P*** da Revolução

#### Acto II
- 16- (No Princípio Era) O Verbo (feat. Maestro Rui Massena e Orquestra)
- 17- Negócios Estrangeiros (feat. Maestro Rui Massena e Orquestra)
- 18- A Adicção (Ilusão/Desilusão) (feat. Bernardo Sassetti, Maestro Rui Massena e Orquestra)
- 19- A Palavra - Tema Para Sassetti (feat. Bernardo Sassetti, Maestro Rui Massena e Orquestra)
- 20- Mundos Mudos (feat. Maestro Rui Massena e Orquestra)

### DVD2

#### Acto III
- 21- Jam DJ
- 22- Força (Uma Página de História)
- 23- Todagente
- 24- Outro Nível
- 25- Um Dia Destes
- 26- Carrossel (Às Vezes Dá-me Para Isto)
- 27- Baile (Aquele Beat)
- 28- GTA
- 29- Bomboca (Morde a Bala)
- 30- Toque-Toque
- 31- Re-Tratamento
- 32- Niggaz (feat. Gato Fedorento)
- 33- Dialectos de Ternura
- 34- Tás Na Boa

## Créditos
- Pacman (voz)
- Virgul (voz)
- Jay-Jay (baixo)
- Pedro Quaresma (guitarra)
- Guilherme Silva (bateria)
- Dj Glue (DJ)